# Istočno Novo Sarajevo
Istočno Novo Sarajevo (Источно Ново Сарајево), letteralmente "Nuova Sarajevo Orientale", è un comune della Repubblica Serba di Bosnia ed Erzegovina con 11.477 abitanti al censimento 2013 ed è uno dei 6 comuni che compongono la città di Istočno Sarajevo. Conosciuta anche come Srpsko Novo Sarajevo (Српско Ново Сарајево) o  Lukavica (Лукавица) è stato costituito in seguito agli Accordi di Dayton con parte del territorio del vecchio comune di Novo Sarajevo.